# Walter Planckaert
Walter Planckaert (Nevele, 8 april 1948) is een Belgisch sportbestuurder en voormalig wielrenner, actief tussen 1970 en 1985. Hij won onder meer de Amstel Gold Race (1972), de Ronde van Vlaanderen (1976), een etappe in de Ronde van Frankrijk (1978) en tweemaal Kuurne-Brussel-Kuurne (1973, 1979).
Na zijn carrière als wielrenner ging Planckaert aan de slag als sportbestuurder bij enkele wielerploegen van Peter Post en Lotto. Van 2005 tot 2025 was de hij ploegleider bij de Topsport Vlaanderen-wielerformatie. In 2014 en 2015 werd Planckaert op het Gala van de Kristallen Fiets verkozen tot 'Ploegleider van het Jaar'.
De "Planckaerts" zijn een begrip in de Vlaamse wielerwereld. Zijn broers Willy en Eddy waren ook wielerprof. Ook zijn neefjes Jo (zoon van Willy) en Francesco en Eddy Junior (zonen van Eddy) waren wielrenner.

## Belangrijkste overwinningen
1971
- Omloop van het Waasland

1972
- Amstel Gold Race

1973
- Kuurne-Brussel-Kuurne
- 3e etappe Ronde van België

1974
- 1e etappe Tirreno-Adriatico

1975
- 1e etappe Tirreno-Adriatico

1976
- Ronde van Vlaanderen
- E3-prijs
- GP de Denain
- 1e deel B etappe Ronde van België
- 5e deel A etappe Ronde van België
- 1e deel B etappe Dauphiné-Libéré
- 2e etappe Dauphiné-Libéré

1977
- Walter Planckaert rijdt als eerste over de finish in Waregem tijdens Dwars door Vlaanderen 1977 (Maurice Terryn, collectie KOERS. Museum van de Wielersport)1e etappe deel A Ronde van België
- 1e etappe deel B Ronde van België
- 3e A etappe Ronde van België
- Eindklassement Ronde van België
- Puntenklassement Ronde van België
- GP de Wallonie
- GP Jef Scherens

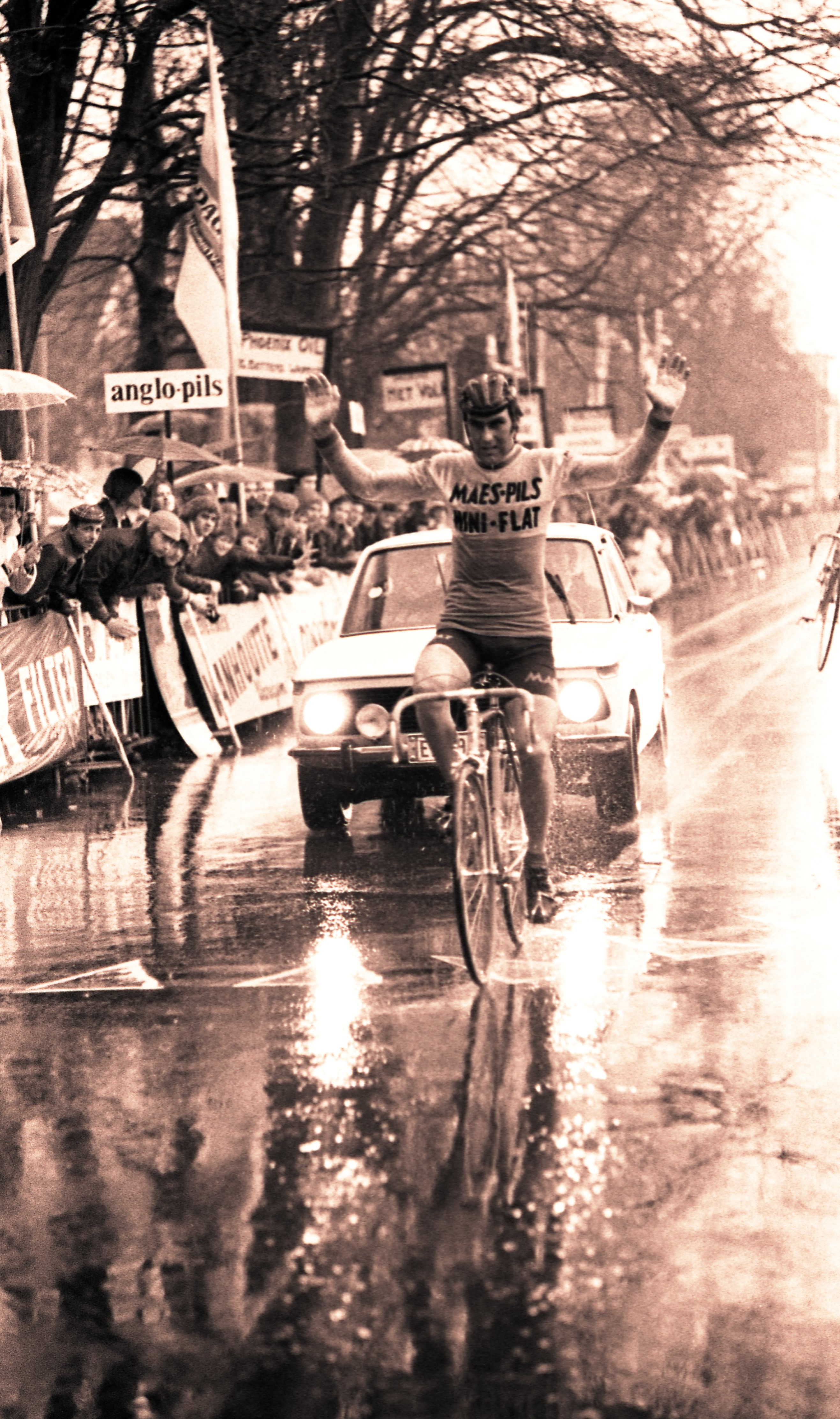
Walter Planckaert rijdt als eerste over de finish in Waregem tijdens Dwars door Vlaanderen 1977 (Maurice Terryn, collectie KOERS. Museum van de Wielersport)

- 5e etappe deel A Vierdaagse van Duinkerken

1978
- 1e etappe deel B Tour de France
- Proloog Ronde van Nederland

1979
- Kuurne-Brussel-Kuurne
- 3e etappe Ronde van België
- Puntenklassement Ronde van België
- 3e etappe Driedaagse van De Panne

1980
- 1e etappe Ronde van de Middellandse zee

1984
- Dwars door België
- 1e etappe Ronde van de Middellandse zee
- 5e etappe Vierdaagse van Duinkerken
- 4e etappe Ronde van Nederland

## Resultaten in voornaamste wedstrijden
| Jaar | Ronde van Italië | Ronde van Frankrijk | Ronde van Spanje |
| ---- | ---------------- | ------------------- | ---------------- |
| 1970 |                  |                     |                  |
| 1971 |                  |                     | opgave           |
| 1972 |                  | opgave              | opgave           |
| 1973 |                  | opgave              |                  |
| 1974 |                  |                     |                  |
| 1975 |                  |                     |                  |
| 1976 |                  |                     |                  |
| 1977 |                  |                     |                  |
| 1978 |                  | opgave (1)          |                  |
| 1979 |                  |                     |                  |
| 1980 |                  |                     |                  |
| 1981 |                  | opgave              |                  |
| 1982 |                  | opgave              | 52e              |
| 1983 |                  |                     |                  |
| 1984 |                  |                     |                  |
| 1985 |                  |                     |                  |

| Jaar | Milaan-San Remo | Gent-Wevelgem | Ronde van Vlaanderen | Parijs-Roubaix | Amstel Gold Race | Luik-Bast.‑Luik | Omloop Het Volk | Waalse Pijl | Kuurne-Brussel-Kuurne |  | WK op de weg |  | Wereldranglijsten |
| ---- | --------------- | ------------- | -------------------- | -------------- | ---------------- | --------------- | --------------- | ----------- | --------------------- |  | ------------ |  | ----------------- |
| 1970 |                 |               |                      |                |                  |                 | 27e             |             |                       |  |              |  |                   |
| 1971 |                 | 95e           | 39e                  | 20e            |                  |                 | 16e             |             |                       |  |              |  |                   |
| 1972 | 65e             | 7e            |                      | 45e            | ↑                |                 | 8e              |             | 7e                    |  |              |  |                   |
| 1973 | 14e             | Brons         |                      | 4e             |                  |                 | 8e              | 4e          | Goud                  |  |              |  |                   |
| 1974 | 19e             | 7e            | 11e                  | 21e            | ↑                | Zilver          | 9e              | 8e          | 5e                    |  |              |  |                   |
| 1975 | 10e             | 12e           | 4e                   | 11e            |                  | 33e             | 13e             | 10e         |                       |  |              |  | 34e (SPP)         |
| 1976 | 5e              | 5e            | ↑                    |                |                  |                 | 4e              |             | 4e                    |  | 25e          |  | 16e (SPP)         |
| 1977 | 7e              | 36e           |                      | 22e            |                  |                 |                 | 7e          | Zilver                |  |              |  |                   |
| 1978 |                 | Zilver        | 9e                   |                |                  |                 | 17e             | 21e         | Brons                 |  |              |  |                   |
| 1979 | 17e             | 11e           | 14e                  | 7e             |                  |                 |                 |             | Goud                  |  |              |  |                   |
| 1980 | 35e             | 40e           | 11e                  |                |                  |                 | Zilver          |             |                       |  |              |  |                   |
| 1981 |                 | 89e           |                      |                |                  |                 | 8e              |             |                       |  |              |  |                   |
| 1982 |                 |               |                      |                |                  |                 |                 |             |                       |  |              |  |                   |
| 1983 | 108e            |               |                      |                |                  |                 |                 |             |                       |  |              |  |                   |
| 1984 |                 | 20e           | 27e                  |                |                  |                 | 4e              |             | Zilver                |  |              |  |                   |
| 1985 |                 |               | 8e                   |                |                  |                 | 7e              |             |                       |  |              |  |                   |